# Marino Sato
Marino Sato (Japans: 佐藤 万璃音, Satō Marino) (Yokohama, 12 mei 1999) is een Japans autocoureur.

## Carrière

### Karting
Sato begon zijn autosportcarrière in 2011 in het karting. Zijn voornaamste resultaat in deze periode behaalde hij in 2012, toen hij achter Jehan Daruvala tweede werd in het Aziatische KF3-kampioenschap. In 2013 en 2014 nam hij ook deel aan Europese kampioenschappen en wereldkampioenschappen.

### Formule 4
In 2015 maakte Sato de overstap naar het formuleracing, waarbij hij zijn Formule 4-debuut maakte in het Italiaanse Formule 4-kampioenschap voor het team Vincenzo Sospiri Racing. Hij behaalde één podiumplaats op de Adria International Raceway en werd zo tiende in het kampioenschap met 62 punten.
In 2016 bleef Sato voor Sospiri in de Italiaanse Formule 4 rijden. Hij kende een moeilijk tweede seizoen, die hij desondanks af wist te sluiten met zijn eerste overwinning in het kampioenschap op het Autodromo Enzo e Dino Ferrari. Vanwege mindere resultaten in de overige races zakte hij naar de achttiende plaats in het kampioenschap met 42 punten.

### Formule 3
In 2017 maakt Sato zijn Formule 3-debuut in het Europees Formule 3-kampioenschap voor het team Motopark. Hij scoorde slechts een punt met een tiende plaats op de Red Bull Ring en eindigde op de negentiende plaats in het klassement. Aan het einde van het seizoen nam hij deel aan de Grand Prix van Macau, waarin hij uitviel in de hoofdrace.
In 2018 bleef Sato actief in de Europese Formule 3 bij Motopark. In de eerste seizoenshelft behaalde hij regelmatig puntenfinishes, met een vierde plaats op het Circuit Zandvoort als hoogtepunt. In de tweede seizoenshelft wist hij echter niet meer in de top 10 te eindigen. Met 31,5 punten werd hij zestiende in de eindstand. Ook nam hij opnieuw deel aan de Grand Prix van Macau, maar viel uit na een ongeluk in de openingsronde.
In 2019 hield de Europese Formule 3 op te bestaan, waarop Sato met Motopark vertrok naar de Euroformula Open. In het eerste raceweekend op het Circuit Paul Ricard behaalde hij in de tweede race direct zijn eerste overwinning in de klasse. In totaal won hij negen races, waarvan zes op een rij, en werd hij met 307 punten overtuigend kampioen in de klasse.

### Formule 2
In 2019 maakte Sato zijn Formule 2-debuut bij het team van Campos vanaf het raceweekend op Spa-Francorchamps als vervanger van Arjun Maini. Hij scoorde geen punten en werd met een elfde plaats op het Autodromo Nazionale Monza als beste resultaat 21e in de eindstand.
In 2020 reed Sato zijn eerste volledige seizoen in de Formule 2 bij Trident. Hij behaalde slechts een punt met een achtste plaats op het Circuit Mugello. Hierdoor eindigde hij op plaats 22 in het kampioenschap.
In 2021 bleef Sato actief in de Formule 2 bij Trident. Gedurende het seizoen scoorde hij slechts een punt, die hij behaalde met een achtste plaats op het Bahrain International Circuit. Hiermee eindigde hij op plaats 21 in het klassement.
In 2022 stapte Sato binnen de Formule 2 over naar het team Virtuosi Racing. Twee achtste plaatsen op het Jeddah Corniche Circuit en het Baku City Circuit waren zijn beste resultaten. Met 7 punten eindigde hij op plaats 22 in het kampioenschap.

### Formule 1
Aan het eind van 2020 maakte Sato zijn debuut in een Formule 1-auto tijdens de Young Driver Test op het Yas Marina Circuit bij Scuderia AlphaTauri naast zijn landgenoot Yuki Tsunoda. Met een tijd van 1:38.495 werd hij als dertiende geklasseerd.